# Primero de Mayo (Carrasco)
Primero de Mayo ("Erster Mai") ist eine Ortschaft im Departamento Cochabamba im südamerikanischen Anden-Staat Bolivien.

## Lage im Nahraum
Primero de Mayo ist eine Ortschaft im Kanton Puerto Villarroel im Municipio Puerto Villarroel in der Provinz Carrasco. Primero de Mayo liegt auf einer Höhe von 207 m etwa sechs Kilometer nördlich des Río Mariposas, der in nordöstlicher Richtung zum Río Ivirgarzama fließt, einem Nebenfluss des Río Ichilo.

## Geographie
Primero de Mayo liegt im bolivianischen Tiefland an den nordöstlichen Ausläufern der Cordillera Oriental.
Die Region weist eine mittlere Jahrestemperatur von 24 °C auf (siehe Klimadiagramm Villa Tunari), die Monatsdurchschnittswerte liegen zwischen etwa 26 °C von Oktober bis Dezember und 20 °C im Juni und Juli. Der durchschnittliche Jahresniederschlag beträgt mehr als 1000 mm, die Feuchtezeit reicht von November bis Februar, die Monate Juli und August fallen mit unter 50 mm eher trocken aus.

## Verkehrsnetz
Primero de Mayo liegt in einer Entfernung von 230 Straßenkilometern nordöstlich von Cochabamba, der Hauptstadt des Departamentos.
Durch Cochabamba führt die 1657 Kilometer lange Nationalstraße Ruta 4, die von Tambo Quemado an der chilenischen Grenze im Osten quer durch das Land bis Puerto Suárez an der brasilianischen Grenze führt. Von Cochabamba aus erreicht man Senda Cinco über Villa Tunari und Chimoré, die Nationalstraße führt dann weiter über Ivirgarzama nach Warnes und Santa Cruz.
In Senda Cinco zweigt eine unbefestigte Landstraße ab, die siebzehn Kilometer weiter nördlich die Ortschaft Primero de Mayo erreicht.

## Bevölkerung
Die Einwohnerzahl der Ortschaft ist allein im vergangenen Jahrzehnt auf mehr als das Doppelte angestiegen:
| Jahr | Einwohner         | Quelle       |
| ---- | ----------------- | ------------ |
| 1992 | keine Detaildaten | Volkszählung |
| 2001 | 201               | Volkszählung |
| 2012 | 545               | Volkszählung |
| 2024 |                   | Volkszählung |

Die Region weist einen hohen Anteil an Quechua-Bevölkerung auf, im Municipio Puerto Villarroel sprechen 83,5 Prozent der Bevölkerung Quechua.